# The Jerusalem Post

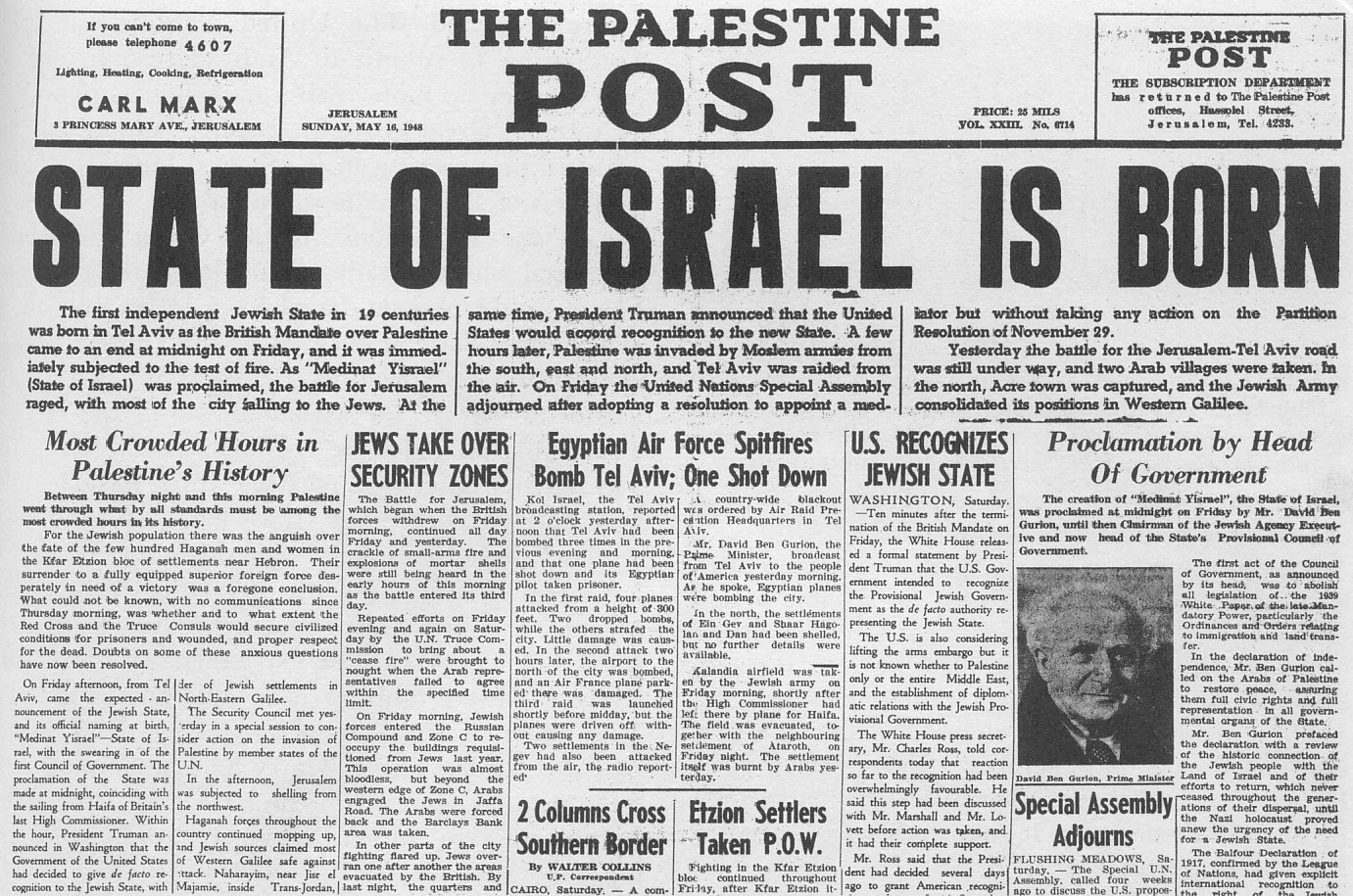
Titelseite der Palestine Post vom 16. Mai 1948 mit dem Aufmacher zur israelischen Staatsgründung

The Jerusalem Post (abgekürzt JPost, auch JP) ist eine konservativ-liberale israelische Tageszeitung, die auf Englisch erscheint. Bis Februar 2018 gab es eine wöchentliche gedruckte französische Ausgabe. Sie wurde 1932 unter dem Namen The Palestine Post vom US-amerikanischen Journalisten Gerschon Agron gegründet.

## Geschichte
Die Palestine Post wurde als Organ der Jewish Agency gegründet. Ihre erste Ausgabe erschien englischsprachig am 1. Dezember 1932. In den ersten Jahren nach der Gründung erreichte sie eine Auflage von 4.000 Ausgaben pro Tag, 1944 lag die tägliche Auflage bereits bei 50.000 Stück. Anfang des Jahres 1948 wurde die Redaktion der Palestine Post das Ziel eines britischen Bombenanschlags, ausgeführt von arabischen Hilfstruppen. Aus Rache dafür beging der Irgun mehrere Morde an britischen Soldaten und Polizisten, und Lechi verübte das Eisenbahn-Attentat von Rechovot. 1950 wurde die Zeitung in Jerusalem Post umbenannt. Der aus Wien stammende Ari Rath war von 1975 bis 1989 Chefredakteur.

## Die Jerusalem Post heute
Die Jerusalem Post ist auch außerhalb Israels weit verbreitet. In Deutschland erscheint sie wöchentlich als „International Edition“. Im Internet wird sie als internationale Versionen sowohl als englisches als auch französisches E-Paper angeboten. Für die Zeitung arbeitet unter anderem Daniel Dagan.
Gemeinsam mit Israel HaYom, Jediʿot Acharonot, Maʿariv, The Times of Israel und Haʾaretz zählt die JPost zu den bedeutendsten Zeitungen des Landes. Die politische Ausrichtung hat sich nach verschiedenen Richtungswechseln, unter anderem wegen mehrfachen Wechsels der Eigentümer und damit einhergehenden redaktionellen Veränderungen, im neuen Jahrtausend auf eine konservativ-liberale Linie eingependelt, ohne jedoch einer bestimmten Partei nahezustehen. Ähnlich wie Haaretz legt die Zeitung Wert auf Meinungspluralismus. So sind abgesehen von einer gewissen Konstanz in den Leitartikeln und einem fast durchgehend liberal orientierten Wirtschaftsteil regelmäßig Artikel und Kolumnen verschiedener politischer Richtungen im Blatt zu finden.

## Kontroversen
Ende März 2024 druckte die JPost eine anonyme Anzeige, in der die Vernichtung und Vertreibung der Palästinenser des Gazastreifens gefordert wurde, zudem auch die Vertreibung muslimischer arabischer Israelis – die israelische Staatsbürger sind. Gefordert wurde auch der Bruch des Friedensvertrages mit Ägypten und die Annexion der Sinai-Halbinsel die zu Ägypten gehört. Auf Nachfrage der Süddeutschen Zeitung erklärte die JPost, die Anzeige gebe nicht die Ansicht der JPost wieder; der berichtende Journalist aus Tel Aviv, Tomas Avenarius, charakterisierte die Anzeige – auch vor dem Hintergrund der Klage gegen Israel vor dem Internationalen Gerichtshof – als Aufruf zum Völkermord.